# 로라 나이트
로라 나이트(Laura Knight, 1877년 8월 4일 ~ 1970년 7월 7일)는 영국의 인상주의 화가로 런던의 극장, 발레, 서커스를 그린 작품으로 유명하다.

## 어린 시절
더비셔의 롱 이톤에서 찰스와 샬롯 존슨의 딸로 태어났다. 태어난 후 오래 지나지 않아 아버지가 세상을 떠나, 경제적으로 어려운 가정에서 성장했다. 1899년 13세의 나이로 파리 아틀리에에서 공부할 목적으로 프랑스로 떠났다.
프랑스 학교에서 짧은 시간을 보낸 후, 다시 영국으로 돌아왔다. 23세의 나이로 노팅엄 미술 학교에 입학하였는데, 그 학교에서 가장 어린 학생 중에 하나였다.

## 결혼
재학 중 촉망받던 학생인 27세의 해롤드 나이트를 만나서 가장 좋은 학습법은 해롤드의 기술을 그대로 따르는 것이라 생각했다. 두 사람은 친구 사이를 거쳐 1903년에 결혼했다.

## 작품 활동
1907년에 로라 나이트는 뉴린으로 이주해서 인상주의 화풍으로 작업했다. 예술가와 대중 사이에서 널리 인정받은 The Beach(1908)이 당시 작품 스타일을 잘 보여준다.